# Jaguars de South Alabama
Les Jaguars de South Alabama (en anglais : South Alabama Jaguars) sont un club omnisports universitaire de l'université du Sud de l'Alabama située à Mobile (Alabama).
Les équipes sportives des Jaguars participent aux compétitions universitaires organisées par la National Collegiate Athletic Association et sont membres de la Sun Belt Conference.
Le programme de football américain de l'université du Sud de l'Alabama a été créé en 2009 et l'équipe disputant ses matchs à domicile au Ladd–Peebles Stadium éloigné de 14 km du campus. Depuis 2020, elle joue au Hancock Whitney Stadium (en) situé sur son campus.